# Voutenleuchte

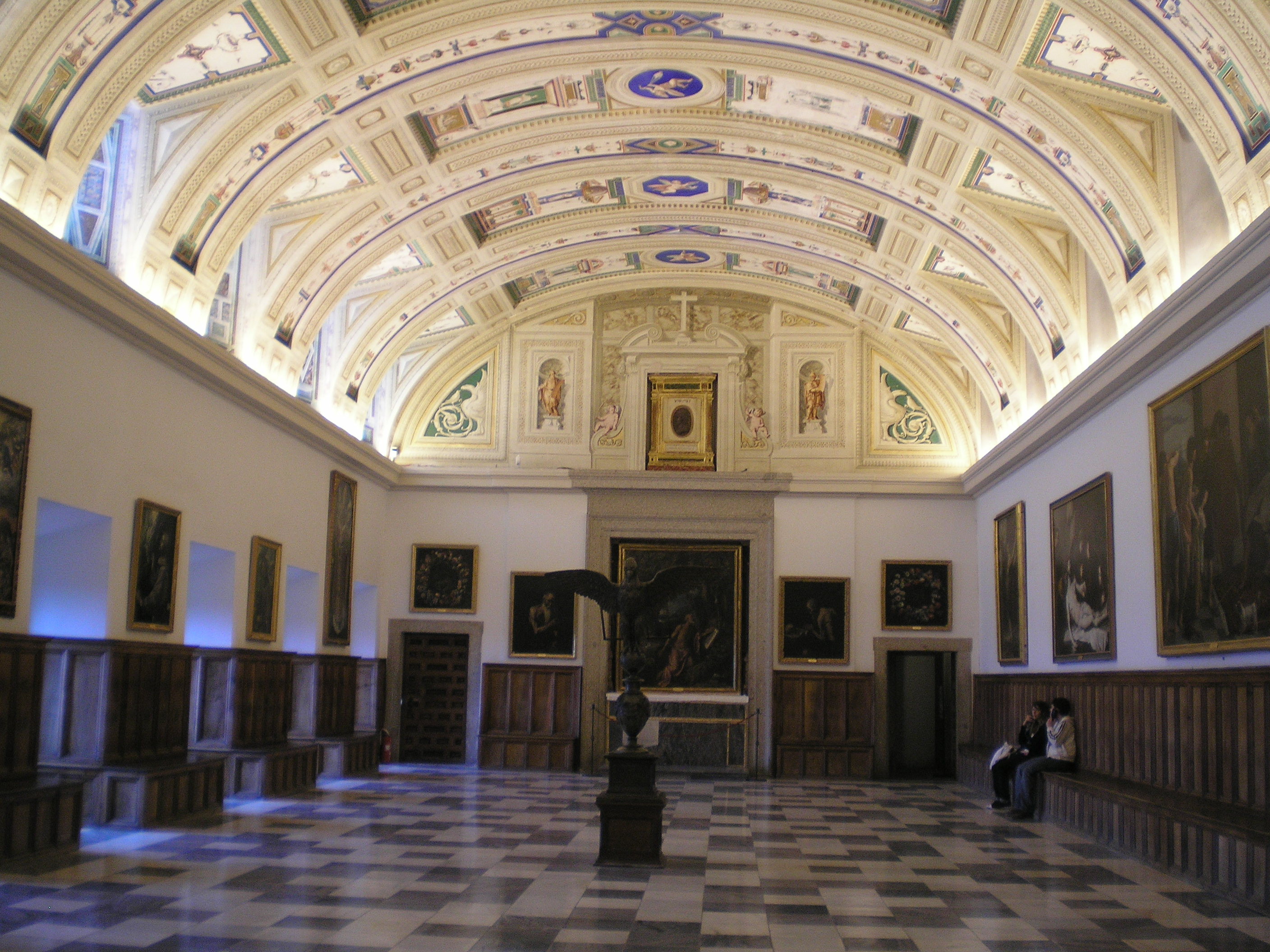
Beleuchtung der Voute in der Sala Vicarial im Monasterio del Escorial, San Lorenzo de El Escorial, Spanien

Voutenleuchten sind Lampen, die im gewölbten Übergang zwischen Wand und Decke (Voute) installiert sind. Sie sind ein Element der Raumgestaltung mittels Licht (Innenarchitektur).
Das diffuse Licht der Voutenbeleuchtung kann als Indirektbeleuchtung verwendet werden und erzielt den Effekt, die Deckenkanten eines Raumes aufzuhellen. Der Leuchtenkörper bestimmter Voutenleuchten bildet selbst die Wölbung (Voute). Viele der handelsüblichen Voutenleuchten sind mit stabförmigen Leuchtstofflampen bestückt, um gleichmäßig Licht abzugeben. Um Unterbrechungen in der Ausleuchtung zu vermeiden, werden auch vermehrt LED-Streifen eingesetzt, die passend zugeschnitten werden können.

## Lichteffekte
Das Licht von Voutenleuchten ist weitgehend schattenfrei, jedoch müssen lichtlenkende Maßnahmen durch Prismen oder Reflektoren erfolgen, da das Licht sonst wegen zu hoher Leuchtdichten im deckennahen oder Deckenbereich aufgrund der Reflexion blenden kann. Störend können bei nicht überlappenden Lichtleisten auch die sichtbaren Hell-Dunkel-Übergänge im Fassungsbereich der Lampe sein.